# Великое герцогство Вюрцбург
Великое герцогство Вюрцбург (нем. Großherzogtum Würzburg) — государство эпохи Наполеоновских войн, существовавшее во Франконии в 1806—1814 годах, участник Рейнского союза.

## История
Вследствие заключённого Люневильского мира в 1803 году земли Вюрцбугского архиепископства (как и другие владения католической церкви) были секуляризованы и должны были перейти к курфюршеству Бавария — за исключением территории площадью в 826 км², которая должна была стать компенсацией для других германских владетелей. Согласно же Прессбургскому мирному договору Бавария отказывалась в 1805 году от этого владения в обмен на Тироль и передавала его Фердинанду III Габсбургу-Лотарингскому, великому герцогу изгнанному из Тосканы. Фердинанд III, после своего отъезда из Италии, в качестве компенсации получил Зальцбургское курфюршество (в прошлом — архиепископство), которое передал он затем Австрийской империи. В ответ на это новое Вюрцбургское владение было возвышено императором до ранга курфюршества (в 1806 году — курфюршество Вюрцбург). 30 сентября 1806 года Фердинанд III вступает в Рейнский союз и принимает титул великого герцога.
После распада Рейнского союза в 1814 году прекратилось также и существование Великого герцогства Вюрцбургского. По решению Венского конгресса в 1815 году Фердинанд III вернул себе Тоскану, в то же время большая часть Великого герцогства Вюрцбург перешла к королевству Бавария (ныне это баварский округ Нижняя Франкония (Unterfranken).